# مناقشه‌ها پیرامون اختلال کم‌توجهی-بیش‌فعالی

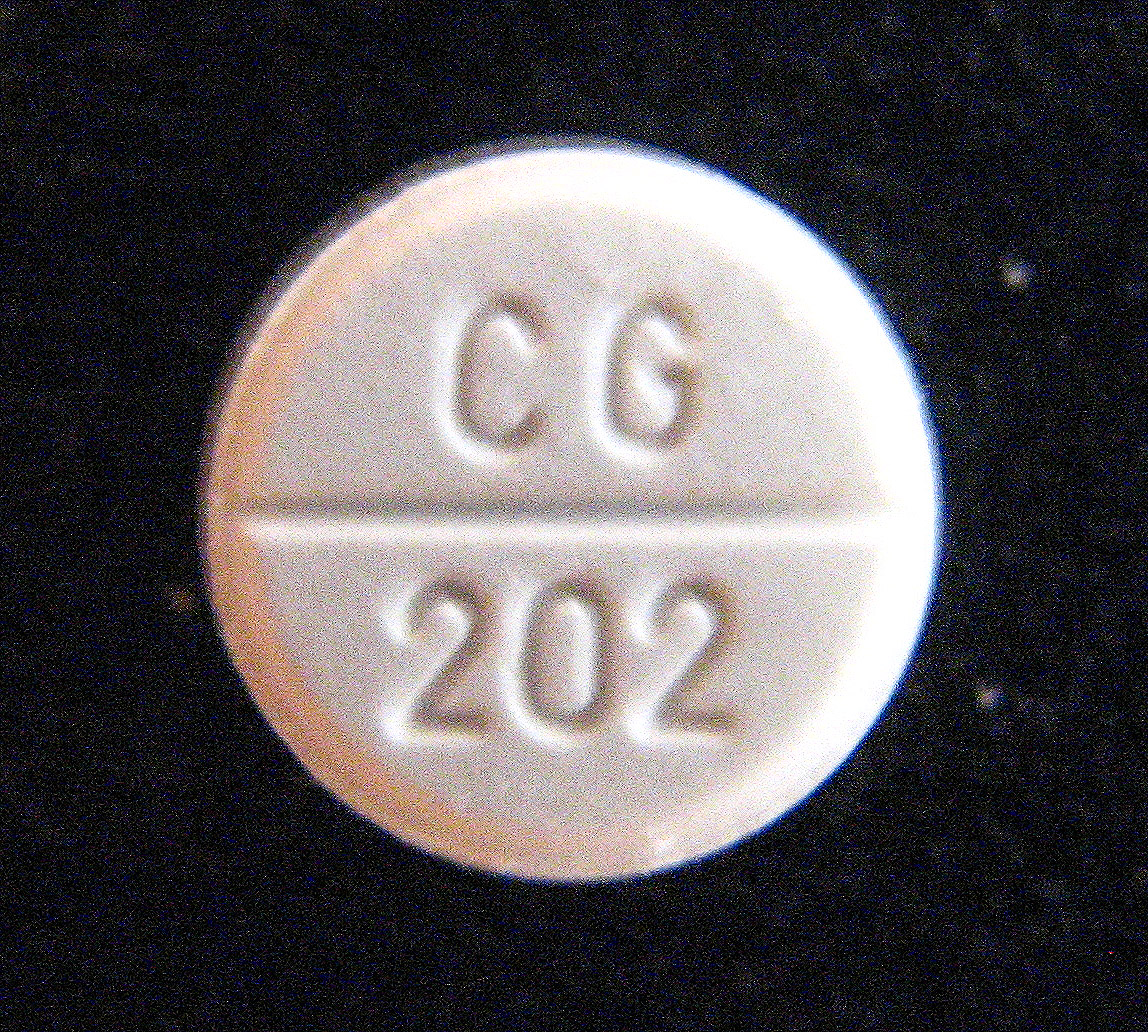
علیرغم بی‌خطری و اثربخشی آنها در درمان علائم ADHD, استفاده از متیل فنیدات و سایر داروهای محرک اغلب محل بحث است.

علی‌رغم ماهیت علمی ثابت شده اختلال کم توجهی - بیش فعالی (ADHD)، هم تشخیص و هم درمان آن، از دهه ۱۹۷۰ محل مناقشه بوده‌است. این بحث بین پزشکان، معلمان، سیاست گذاران، والدین و رسانه‌ها وجود دارد که آیا ADHD در محدوده طبیعی رفتار است یا این که ADHD یک وضعیت ژنتیکی است. از دیگر زمینه‌های مناقشه می‌توان به استفاده از داروهای محرک در کودکان، روش تشخیص و امکان تجویز افراطی اشاره کرد. در سال ۲۰۰۹، مؤسسه ملی بهداشت و مراقبت‌های عالی، ضمن تأیید این مناقشه، بیان می‌کند که درمان‌ها و روش‌های تشخیص فعلی بر اساس دیدگاه غالب در منابع آکادمیک است.
تفاوت نرخ تشخیص بیماری در کشورهای مختلف، ایالت‌های درون یک کشور، نژادها یا قومیت‌ها، به این علت است که برخی عوامل دیگر به غیر از وجود علائم ADHD در تشخیص بیماری نقش دارند، اگرچه شیوع ADHD در سطح بین‌المللی ثابت است. Federation of ADHD 2021" برخی از جامعه شناسان ADHD را نمونه ای از پزشکی سازی رفتار غیر عادی می‌دانند، یعنی تبدیل مسئله غیر پزشکی عملکرد در مدرسه به یک مساله پزشکی. اکثر سیستم‌های درمانی و سلامت، ADHD را به عنوان یک اختلال واقعی، و حداقل در تعداد کمی از افراد با علائم شدید می‌پذیرند. در میان جوامع پزشکی، بحث عمدتاً بر تشخیص و درمان تعداد بسیار بیشتری از افراد با علائم خفیف متمرکز است.

## وضعیت به عنوان یک اختلال
بر اساس راهنمای تشخیصی و آماری اختلال‌های روانی، ویراست پنجم (DSM-5)، مرجع اصلی در تشخیص بالینی در ایالات متحده آمریکا، ADHD یک ناهنجاری عصبی تکوینی با نرخ شیوع در اکثر فرهنگ‌ها، حدود ۵٪ در کودکان و ۲٫۵٪ در بزرگسالان است. امروزه وجود ADHD به‌طور کلی پذیرفته شده‌است، اما بحث و جدل پیرامون این اختلال از دهه ۱۹۷۰ وجود داشته‌است. طبق DSM-5، علائم ADHD باید قبل از ۱۲ سالگی وجود داشته باشد، اما ادامه ADHD تا بزرگسالی غیر معمول نیست. گاهی اوقات والدین و مربیان به دلیل همپوشانی علائم با سایر ناتوانی‌های ذهنی، و اثربخشی گزینه‌های درمانی، به‌ویژه تجویز افراطی داروهای محرک، هنوز در مورد تشخیص اغراق شده در کودکان تردید دارند. با این حال، به گفته وینسنت پاریلو، استاد جامعه‌شناسی، "گروه والدین و مصرف‌کنندگان، مانند CHADD (کودکان و بزرگسالان مبتلا به اختلال کم توجهی - بیش فعالی)، تمایل دارند از دیدگاه پزشکی ADHD حمایت کنند.
در سال ۲۰۰۹، انجمن روان‌شناسی بریتانیا و کالج سلطنتی روان پزشکان، با همکاری مؤسسه ملی بهداشت و مراقبت‌های عالی (NICE)، مجموعه‌ای از دستورالعمل‌های تشخیص و درمان ADHD را منتشر کردند. این دستورالعمل‌ها مطالعات فورد و همکاران را بررسی می‌کند که نشان می‌دهد ۳٫۶ درصد از پسران و ۰٫۸۵ درصد از دختران در بریتانیا واجد شرایط تشخیص ADHD با استفاده از معیارهای آمریکایی DSM-IV هستند. این دستورالعمل‌ها همچنین نشان دادند که در هنگام استفاده از معیارهای سخت‌گیرانه‌تر برای تشخیص ICD-10 اختلال هیپرکینتیک که عمدتاً در اروپا استفاده می‌شود، شیوع به ۱٫۵ درصد کاهش می‌یابد.
یک بررسی سیستماتیک از منابع علمی موجود در سال ۲۰۰۷ نشان داد که شیوع ADHD در سراسر جهان ۵٫۲۹ درصد است و تفاوت قابل توجهی در مقدار شیوع بین آمریکای شمالی و اروپا وجود ندارد. این بررسی تفاوت‌هایی را بین میزان شیوع در آمریکای شمالی و آفریقا و خاورمیانه نشان داد، اما هشدار داد که این ممکن است به دلیل تعداد کمتر مطالعات موجود در آن مناطق باشد.

## علل
بیماری‌زایی ADHD کاملاً مشخص نیست، با این حال تعداد زیادی از شواهد علمی نشان می‌دهد که این بیماری به دلیل ترکیب پیچیده‌ای از عوامل ژنتیکی و عوامل محیطی قبل از تولد و اوایل پس از زایمان است.

### ADHD به عنوان یک تفاوت بیولوژیکی
تحقیقات جامع و با کیفیت بالا تفاوت‌های کمی بین مغز بیماران ADHD و غیر ADHD پیدا کرده‌اند. جاناتان لئو و دیوید کوهن، توصیف ADHD را به عنوان یک اختلال رد می‌کنند و در سال‌های ۲۰۰۳ و ۲۰۰۴ ادعا کردند که تیمارهای کنترل برای استفاده از داروهای محرک در برخی از مطالعات حجمی لوبار ناکافی بوده‌است و این امر تعیین اینکه آیا خود ADHD یا داروهای روان‌گردان که در درمان ADHD استفاده می‌شود، مسئول کاهش ضخامت مشاهده شده در مناطق خاصی از مغز است غیرممکن می‌کند. آنها بر این باورند که بسیاری از مطالعات تصویربرداری عصبی، هم در گفتمان عمومی و هم در گفتمان علمی بیش از حد ساده‌سازی شده‌اند و علیرغم کمبودهای روش‌شناسی تجربی به آن وزن و اهمیت بی‌مورد داده می‌شود. بسیاری از مطالعات و متاآنالیزها تفاوت‌هایی را در جنبه‌های مختلف ساختار و عملکرد مغز نشان داده‌اند.
ADHD بسیار وراثتی است: مطالعات بر روی دوقلوها نشان می‌دهد که ژنتیک ۷۰ تا ۸۰ درصد تنوع در ADHD را توضیح می‌دهد. همچنین شواهد قوی برای حمایت از فعل و انفعالات ژنتیکی-محیطی با برخی از عوامل محیطی جنینی و اوایل پس از زایمان وجود دارد. با این حال، برخی وجود یک ارتباط ژنتیکی زیر سؤال برده‌اند زیرا هیچ ژن واحدی یافت نشده‌است. از این رو ADHD به عنوان مشکل وراثت‌پذیری گمشده شناخته می‌شود، که آن را با بسیاری از ویژگی‌های دیگر ارثی انسانی مانند اسکیزوفرنی مشترک می‌کند. در سال ۲۰۰۰، دکتر جوزف گلنمولن اظهار داشت که «علیرغم اطلاعات نادرست رایج، هیچ ادعایی مبنی بر وجود یک ژن برای یک بیماری روان‌پزشکی نتوانسته آزمون زمان پشت سر بگذارد. اگرچه تئوری‌های زیادی وجود دارد، اما هیچ سبب شناسانه قطعی بیولوژیکی، عصبی یا ژنتیکی برای "بیماری روانی" وجود ندارد." نویسندگان یک تحقیق مروری سبب شناسانه بر ADHD در سال ۲۰۰۴ خاطرنشان کردند: "اگرچه چندین جست‌وجوی ژنومی، مناطق کروموزومی را شناسایی کرده‌اند که پیش‌بینی می‌شود حاوی ژن‌هایی باشد که در استعداد ADHD نقش دارند، تا به امروز هیچ ژن واحدی با سهم عمده در ADHD شناسایی نشده‌است." با این حال، چندین مطالعه و بررسی بزرگ از اینکه ADHD در بیشتر موارد چند ژنتیک است، حمایت می‌کند، که ناشی از تعامل پیچیده بین چندین ژن است – هیچ ژن واحدی وجود ندارد که باعث اکثر موارد ADHD شود.

### نظریه ساخت اجتماعی
برخی از نظریه‌های ساخت‌گرایی اجتماعیِ ADHD اجماع پزشکی غالب را که ADHD دارای یک پاتوفیزیولوژی و مؤلفه‌های ژنتیکی متمایز است، رد می‌کنند. علائم ADHD نیز از نظر اخلاقی ویژگی‌های مشکوک هستند، به همین دلیل است که این علائم نامناسب توصیف می‌شوند. بسیاری از ساخت‌گرایان اجتماعی، دیدگاه‌های جبرگرایانه رفتار را زیر سؤال می‌برند، مانند دیدگاه‌هایی که گاهی در روان‌شناسی رفتاری/غیرطبیعی و علوم زیستی مطرح می‌شوند. نگرانی‌هایی دربارهٔ آستانه آسیب‌شناسی علائم و اینکه چگونه ساختارهای اجتماعی پیرامون علائم و تشخیص ADHD ممکن است بین فرهنگ‌ها متفاوت باشد، مطرح شده‌است. نظریه ساخت اجتماعیِ ADHD استدلال می‌کند که اختلال کم توجهی - بیش فعالی لزوماً یک آسیب‌شناسی واقعی نیست، اما تشخیص ADHD توضیحی ساخته شده اجتماعی برای توصیف رفتارهایی است که به سادگی هنجارهای اجتماعی تجویز شده را برآورده نمی‌کنند.
به نظر می‌رسد برخی از طرفداران نظریه ساخت اجتماعی ADHD این اختلال را واقعی می‌دانند، اگرچه در برخی فرهنگ‌ها افراطی تشخیص داده شده‌است. این طرفداران به DSM IV استناد می‌کنند، که در ایالات متحده برای تعریف و تشخیص بیماری روانی مورد علاقه است، و به سطوح ADHD سه تا چهار برابر بالاتر از معیارهای ICD 10، راهنمای تشخیصی مورد علاقه سازمان بهداشت جهانی، می‌رسد. یکی از طرفداران محبوب این نظریه، توماس ساس، استدلال کرده‌است که ADHD «اختراع شده و کشف نشده‌است.»
پیتر برگین و سامی تیمیمی مخالف آسیب‌شناسی علائم ADHD هستند. سامی تیمیمی، که یک روان‌پزشک کودک و نوجوان است و با NHS کار می‌کند، استدلال می‌کند که ADHD یک اختلال عینی نیست، بلکه جوامع غربی باعث ایجاد استرس در خانواده‌ها می‌شود، که به نوبه خود عوامل محیطی را برای کودکان ایجاد می‌کند که علائم ADHD را بیان می‌کنند. آن‌ها همچنین معتقدند والدینی که احساس می‌کنند در مسئولیت‌های فرزندپروری خود شکست خورده‌اند، می‌توانند از برچسب ADHD برای رفع گناه و سرزنش خود استفاده کنند. دیدگاه تیمیمی به دلیل استفاده از استنادات گزینشی و منابع مشکوک به شدت توسط راسل بارکلی و بسیاری از کارشناسان دیگر مورد انتقاد قرار گرفته‌است.
یک استدلال رایج علیه مدل پزشکی ADHD بیان می‌کند که اگرچه ویژگی‌هایی که ADHD را تعریف می‌کنند وجود دارند و ممکن است قابل اندازه‌گیری باشند، اما در طیف رفتار طبیعی انسان سالم قرار دارند و ناکارآمد نیستند. همان‌طور که توماس ساسز می‌گوید، همه مشکلات و سختی‌هایی دارند که باید به عنوان «مشکلات زندگی» طبقه‌بندی شوند، نه بیماری‌های روانی یا بیماری. با این حال، طبق تعریف، برای تشخیص اختلال روانی، علائم باید به عنوان ایجاد ناراحتی در فرد یا به ویژه ناسازگار تفسیر شوند. در ایالات متحده، راهنمای تشخیصی و آماری (DSM-IV) مستلزم این است که «برخی اختلالات ناشی از علائم در دو یا چند موقعیت وجود داشته باشد» و «باید شواهد واضحی از اختلال قابل توجه در عملکرد اجتماعی، مدرسه یا کار برای تشخیص ADHD وجود داشته باشد.»
در این دیدگاه، در جوامعی که انفعال و نظم بسیار ارزشمند است، ممکن است آنهایی که در انتهای فعال طیف فعال - غیرفعال قرار دارند به عنوان مشکل دار در نظر گرفته شوند. تعریف پزشکی رفتار آنها (از طریق برچسب‌های پزشکی مانند ADHD) به منظور عدم سرزنش کسانی است که باعث این مشکل می‌شوند. با این حال، به دلیل بعضی از مطالعات که به تفاوت‌های روانشناختی و اجتماعی قابل توجهی بین افراد مبتلا به این اختلال و کسانی که این بیماری را ندارند، دیدگاه «ساختار اجتماعی سخت گیرانه» بحث‌برانگیز است. دلایل خاص این تفاوت‌ها مشخص نیست و این چیزی جز تفاوت در رفتار را نشان نمی‌دهد. مطالعات همچنین وجود تفاوت‌های عصب شناسانه را نشان داده‌اند، اما اینکه آیا این به جای یک علت، به معنای اثر است یا خیر، ناشناخته است. چنین تفاوت‌هایی را می‌توان به داروهایی که معمولاً برای افراد مبتلا به این اختلال تجویز می‌شود نسبت داد. مطالعات همچنین توانسته‌اند ADHD را از سایر اختلالات روان‌پزشکی در علائم، ویژگی‌های مرتبط، دوره زندگی و بیماری‌های همراه متمایز کنند.
جرالد کولز، روان‌شناس تربیتی و سابقاً دانشیار روان‌پزشکی بالینی در دانشکده پزشکی رابرت وود جانسون و دانشگاه روچستر که مطالب زیادی در مورد سوادآموزی و ناتوانی‌های یادگیری نوشته‌است، تأکید می‌کند که برنامه‌های حزبی و سیاسی پشت سیاست‌گذاران آموزشی وجود دارد و تحقیقات علمی که آنها برای حمایت از استدلال‌های خود در مورد آموزش سوادآموزی استفاده می‌کنند ناقص است. این شامل این ایده است که توضیحات عصب شناسانه برای ناتوانی‌های یادگیری وجود دارد. جرالد کولز استدلال می‌کند که افت یا شکست تحصیلی مدرسه باید هم در زمینه محیط یادگیری و هم در زمینه توانایی‌های فردی، رفتار، زندگی خانوادگی و روابط اجتماعی کودک مورد بررسی و درمان قرار گیرد. او سپس مدل جدیدی از مشکلات یادگیری را ارائه می‌دهد که در آن محیط خانواده و مدرسه عوامل اصلی موفقیت تحصیلی هستند. در این پارادایم تعاملی، نگرش‌ها و روش‌های آموزشی مهم‌تر از نقاط قوت یا کمبودهای ذاتی کودک است.

## تشخیص

### روش‌های تشخیص
در طول دو دهه گذشته تحقیقات بیشتری در مورد عملکرد مغز انجام شده‌است تا این ایده را تقویت کند که اختلال کم توجهی - بیش فعالی یک موضوع اختلال عملکرد اجرایی است. مغز مردان و زنان تفاوت‌هایی را نشان می‌دهد، که به‌طور بالقوه می‌تواند به توضیح اینکه چرا ADHD در پسران و دختران متفاوت است، کمک کند. روش فعلی تشخیص بر اساس استفاده از DSM-5 به همراه معاینه فیزیکی و بصری است.

### تشخیص افراطی و کم تشخیصی
تشخیص افراطی معمولاً به کودکانی گفته می‌شود که مبتلا به ADHD تشخیص داده می‌شوند، اما نباید چنین باشد. این موارد به عنوان موارد مثبت کاذب نامیده می‌شوند. با این حال، «وجود مثبت کاذب به تنهایی نشان دهنده تشخیص افراطی نیست». اگر عدم دقت به‌طور مداوم در میزان تشخثیص‌ها یا در خود فرایند تشخیص دیده شود، ممکن است شواهدی از تشخیص افراطی باشد. «برای تشخیص افراطی ADHD، مقادیر مثبت کاذب (یعنی کودکانی که به طور نامناسب دارای ADHD تشخیص داده شده‌اند) باید بطور قابل ملاحظه ای از مقادیر منفی کاذب (کودکان دارای ADHD که شناسایی یا تشخیص داده نشده‌اند) بیشتر باشند.» میزان شیوع ADHD در کودکان ۸ تا ۱۵ ساله که در گروه‌های اجتماعی زندگی می‌کنند ۷٫۸ درصد است. با این حال، تنها ۴۸ درصد از افراد جمعیت نمونه دارای ADHD در طول ۱۲ ماه گذشته هیچ گونه مراقبت بهداشت روانی دریافت نکرده بودند.
همچنین شواهدی مبنی بر تفاوت‌های احتمالی نژادی و قومی در شیوع ADHD وجود دارد. برخی بر این باورند که این ممکن است به دلیل برداشت‌های متفاوت از آنچه که به عنوان رفتار مخرب، بی‌توجهی و بیش فعالی می‌شناسیم، باشد.
بعضی بر این باور اند که تشخیص افراطی در جوامع مرفه یا همگن‌تر بیشتر اتفاق می‌افتد، در حالی که کم تشخیصی در جوامع فقیرتر و اقلیت‌ها به دلیل کمبود منابع و عدم دسترسی مالی شایع تر است. کسانی که بیمه درمانی ندارند کمتر مبتلا به ADHD تشخیص داده می‌شوند. همچنین اعتقاد بر این است که «توزیع تشخیص ADHD در راستای شرایط اجتماعی-اقتصادی قرار می‌گیرد»، با توجه به میزان ثروت در یک محله؛ بنابراین، بکارگیری دستورالعمل‌های کشوری و عمومی در سطوح محلی و موارد خاص، مانند مواردی که ارجاع به پزشک امکان ندارد، کمبود منابع وجود دارد یا بیمار بیمه نشده‌است، به ایجاد یک تشخیص نادرست ADHD کمک می‌کند.
توسعه می‌تواند بر درک علائم مربوط به ADHD تأثیر بگذارد. ADHD به عنوان یک اختلال مزمن در نظر گرفته می‌شود که در دوران کودکی ایجاد می‌شود و تا بزرگسالی ادامه می‌یابد. با این حال، برخی تحقیقات نشان می‌دهد که با بزرگ شدن و بلوغ کودکان در بزرگسالی، علائم ADHD کاهش می‌یابد. هم‌زمان با ورود کودکان به مرحله نوجوانی، شایع‌ترین گزارشگران علائم ADHD، یعنی والدین و معلمان، تمایل دارند صرفاً بر روی رفتارهای مؤثر بر عملکرد تحصیلی تمرکز کنند. برخی تحقیقات نشان داده‌اند که علائم اولیه ADHD عامل تشخیصی قوی در رتبه‌بندی‌های والدین بود، اما برای گروه‌های سنی خاص متفاوت بود. بیش فعالی یک عامل تشخیصی ADHD در کودکان بود، در حالی که بی‌توجهی عامل تشخیصی قوی تری در نوجوانان بود.
مسائل مربوط به همبودی (وجود همزمان دو بیماری) یکی دیگر از دلایل احتمالی در دفاع از استدلال تشخیص افراطی است. حدود ۷۵ درصد از کودکان مبتلا به ADHD دارای معیارهایی برای برخی تشخیص‌های روان‌پزشکی دیگر هستند. در میان کودکان مبتلا به ADHD، حدود ۲۵ تا ۳۰ درصد دارای اختلالات اضطرابی، ۹ تا ۳۲ درصد افسردگی، ۴۵ تا ۸۴ درصد اختلال نافرمانی مقابله‌جویانه و ۴۴ تا ۵۵ درصد از نوجوانان دارای اختلال سلوک هستند. اختلالات یادگیری در ۲۰ تا ۴۰ درصد از کودکان دارای ADHD دیده می‌شود.
توضیح احتمالی دیگر در مورد تشخیص افراطی ADHD «اثر نسبی سن» است که برای کودکان هر دو جنس اعمال می‌شود. احتمال اینکه کودکان کوچکتر به‌طور نامناسبی با ADHD تشخیص داده شوند و با داروهای تجویزی درمان شوند، بیشتر از همسالان بزرگترشان در همان کلاس است. کودکانی که تقریباً یک سال کوچک‌تر هستند، نسبت به همکلاسی‌های خود نابالغ‌تر به نظر می‌رسند، که بر عملکرد تحصیلی و ورزشی آنها تأثیر می‌گذارد.
بحث عدم تشخیص، یا تشخیص «منفی کاذب» نیز به‌طور ویژه در مقالات مربوط به ADHD در میان بزرگسالان، دختران و جوامع محروم مورد بحث قرار گرفته‌است. برآورد می‌شود که در جمعیت بزرگسال، میزان ADHD چیزی بین ۴ تا ۶ درصد است. با این حال، تنها ۱۱٪ از این بزرگسالان مبتلا به ADHD در واقع سنجش، یا هر نوع درمانی را دریافت می‌کنند. بین ۳۰ تا ۷۰ درصد از کودکان مبتلا به ADHD حداقل یکی از علائم اختلال بیش فعالی را در بزرگسالی گزارش می‌کنند و ۳۰ تا ۵۰ درصد هنوز معیارهای تشخیصی برای تشخیص ADHD را دارند.
تحقیقاتی که در مورد تفاوت‌های جنسیتی شده‌است نیز دلایلی را برای عدم تشخیص ADHD در بین دختران نشان می‌دهد. نسبت مرد به زن ۴ به ۱ است و ۹۲ درصد از دختران مبتلا به ADHD یک تشخیص زیرگروهی که عمدتاً به آن توجه نمی‌شود را دریافت می‌کنند. این تفاوت در جنسیت را می‌توان (برای اکثریت) با روش‌های متفاوتی که پسران و دختران علائم این اختلال خاص را نشان می‌دهند توضیح داد. به‌طور معمول، زنان مبتلا به ADHD رفتارهای مخرب کمتر و رفتارهای درونی سازی شده بیشتری از خود نشان می‌دهند. دختران معمولاً مشکلات رفتاری کمتری نشان می‌دهند، رفتارهای پرخاشگرانه کمتری از خود نشان می‌دهند، کمتر تکانشی هستند و نسبت به پسران مبتلا به ADHD کمتر بیش فعال هستند. این الگوهای رفتاری با احتمال کمتری ممکن است محیط کلاس یا خانه را مختل کند، بنابراین به والدین و معلمان این امکان را می‌دهد که به راحتی وجود یک مشکل بالقوه را نادیده بگیرند یا از آن بگذرند. به نظر می‌رسد معیارهای تشخیصی کنونی بیشتر به مردان اختصاص دارد تا به زنان، و ویژگی‌های ADHD مردان بیش از حد نشان داده می‌شود. این امر باعث می‌شود بسیاری از زنان و دختران مبتلا به ADHD نادیده گرفته شوند.
همان‌طور که قبلاً گفته شد، اعتقاد بر این است که تشخیص نادرست در جوامع محروم تر نیز دیده می‌شود. این جوامع فقیرتر هستند و اقلیت‌های بیشتری دارند. بیش از ۵۰ درصد از کودکانی که به سلامت روان نیاز دارند، ارزیابی یا درمان را دریافت نمی‌کنند. دسترسی به خدمات و منابع سلامت روان بر اساس طیف وسیعی از عوامل، مانند «جنسیت، سن، نژاد یا قومیت و بیمه سلامت» متفاوت است؛ بنابراین، کودکانی که مستحق تشخیص ADHD هستند ممکن است هرگز این معاینه را دریافت نکنند و در آمار شیوع تشخیص نشان داده نشوند.
در سال ۲۰۰۵، در ایالات متحده ۸۲ درصد از معلمان تشخیص افراطی ADHD داده‌اند در حالی که سه درصد آن‌ها دچار کم تشخیصی شده‌اند. در چین ۱۹ درصد از معلمان تشخیص افراطی ADHD داده‌اند در حالی که ۵۷ درصد آن‌ها دچار کم تشخیصی شده‌اند.
انجمن روان‌شناسی بریتانیا در گزارشی در سال ۱۹۹۷ اظهار داشت که پزشکان و روان‌پزشکان نباید از الگوی آمریکایی استفاده از برچسب‌های پزشکی برای چنین طیف گسترده‌ای از اختلالات مرتبط با کم توجهی پیروی کنند: «این ایده که کودکانی که در کلاس شرکت نمی‌کنند یا نمی‌نشینند یک اختلال روانی دارند، توسط اکثر پزشکان بریتانیایی مورد توجه قرار نمی‌گیرد." NICE، با همکاری دیگران، دستورالعمل‌هایی را برای تشخیص و درمان ADHD منتشر می‌کند. آخرین به روز رسانی در سال ۲۰۱۹ منتشر شد.
تفاوت‌های قابل توجهی در الگوهای تشخیص بر اساس تولد در کودکان در سن مدرسه وجود دارد. کودکانی که نسبتاً با سن کمتر از سن شروع مدرسه نسبت به سایرین در محیط کلاس درس هستند، بیشتر در معرض تشخیص ابتلا به ADHD هستند. پسرانی که در ماه دسامبر متولد شده‌اند و سن مدرسه در آن ۳۱ دسامبر بوده‌است، ۳۰ درصد بیشتر از سایر متولدین ژانویه در معرض تشخیص و ۴۱ درصد درحال درمان هستند. دخترانی که در ماه دسامبر متولد شده‌اند، درصد تشخیص ۷۰ و ۷۷ درصد بیشتر از دخترانی که در ماه بعد متولد شده‌اند، مورد درمان قرار گرفته‌اند. گزارش شده‌است که کودکانی که در ۳ روز آخر یک سال به دنیا آمده‌اند، نسبت به کودکانی که در ۳ روز اول یک سال به دنیا آمده‌اند، سطوح تشخیص و درمان ADHD به‌طور قابل توجه بالاتری دارند. مطالعات نشان می‌دهد که تشخیص ADHD مستعد تجزیه و تحلیل ذهنی و شخصی است.

## درمان
توصیه‌های مدیریت ADHD برای هر کشور متفاوت است و معمولاً شامل ترکیبی از مشاوره، تغییر سبک زندگی و دارو می‌شود. دستورالعمل بریتانیا فقط داروها را به عنوان خط اول درمان در کودکانی که علائم شدید دارند توصیه می‌کند و برای آن‌هایی که علائم متوسطی دارند زمانی دارو استفاده می‌شود که یا از مشاوره امتناع می‌کنند یا با مشاوره بهبود نمی‌یابند. دستورالعمل‌های کانادا و آمریکا توصیه می‌کنند که داروها و رفتار درمانی با هم به‌عنوان یک درمان خط اول استفاده شوند، مگر در کودکان پیش‌دبستانی.

### محرک‌ها
مؤسسه ملی سلامت روان، محرک‌ها را برای درمان ADHD توصیه می‌کند واعلام کرد که «تحت نظارت پزشکی، داروهای محرک بی‌خطر تلقی می‌شوند». یک بررسی بر روی کلاس دارویی در سال ۲۰۰۷ هیچ شواهدی مبنی بر تفاوت در اثربخشی یا عوارض جانبی در محرک‌هایی که معمولاً تجویز می‌شوند، پیدا نکرد.
بین سال‌های ۱۹۹۳ و ۲۰۰۳، استفاده از داروهایی که ADHD را درمان می‌کنند در سطح جهانی تقریباً سه برابر افزایش یافت. اکثر داروهای ADHD در ایالات متحده تجویز می‌شوند. در دهه ۱۹۹۰، ۹۰ درصد از مصرف جهانی محرک‌هایی مانند متیل فنیدات و دکستروآمفتامین را ایالات متحده به خود اختصاص داد. در اوایل دهه ۲۰۰۰، به دلیل افزایش استفاده در سایر کشورها، این میزان به ۸۰ درصد کاهش یافت. در سال ۲۰۰۳، پزشکان در بریتانیا حدود یک دهم میزان سرانه متیل فنیدات مورد استفاده در ایالات متحده را تجویز می‌کردند، در حالی که فرانسه و ایتالیا تقریباً یک بیستم ایالات متحده محرک‌ها را مصرف می‌کردند. با این حال، گزارش جهانی مواد مخدر در سال ۲۰۰۶ که توسط دفتر مبارزه با مواد مخدر و جرم سازمان ملل منتشر شد، نشان داد که ایالات متحده تنها ۱۷ درصد از بازار جهانی دکستروآمفتامین را تشکیل می‌دهد. آنها ادعا می‌کنند که در اوایل دهه ۲۰۰۰ استفاده از آمفتامین «در اروپا گسترده بوده‌است.»
در سال ۱۹۹۹، مطالعه‌ای که بر روی ۱۲۸۵ کودک و والدین آنها در چهار جامعه آماری در ایالات متحده انجام شد که نشان داد ۱۲٫۵ درصد از کودکانی که معیارهای ADHD را داشتند طی ۱۲ ماه گذشته با محرک‌ها درمان شده بودند. در می ۲۰۰۰، ترنس وودورث، معاون مدیر DEA اعلام کرد که سهمیه ریتالین از ۱۷۶۸ کیلوگرم در سال ۱۹۹۰ به ۱۴۹۵۷ کیلوگرم در سال ۲۰۰۰ افزایش یافته‌است. علاوه بر این، IMS Health نشان داد که تعداد نسخه‌های Adderall از ۱٫۳ میلیون در سال ۱۹۹۶ به نزدیک به ۶ میلیون در سال ۱۹۹۹ افزایش یافته‌است.

#### اثرات نامطلوب
برخی از والدین و متخصصان در مورد عوارض جانبی داروها و مصرف طولانی مدت آنها سؤالاتی را مطرح کرده‌اند. مطالعات تصویربرداری پرتو مغناطیسی نشان می‌دهد که درمان طولانی‌مدت با آمفتامین یا متیل فنیدات، ناهنجاری‌های ساختار و عملکرد مغز را در افراد مبتلا به ADHD کاهش می‌دهد و عملکرد هسته دمی سمت راست را بهبود می‌بخشد. در ۹ فوریه ۲۰۰۶، سازمان غذا و داروی ایالات متحده رای به توصیه یک هشدار «جعبه سیاه» برای خطرات قلبی عروقی داروهای محرک مورد استفاده برای درمان ADHD داد. متعاقباً، USFDA مطالعاتی را انجام داد که نشان داد در کودکان، بزرگسالان جوان و بزرگسالان هیچ ارتباطی بین عوارض جدی قلبی عروقی (مرگ ناگهانی، انفارکتوس میوکارد و سکته مغزی) و استفاده پزشکی از آمفتامین یا سایر محرک‌های ADHD وجود ندارد.
اثرات آمفتامین و متیل فنیدیت بر تنظیم ژن وابسته به دوز و مسیر هستند. بیشتر تحقیقات در مورد تنظیم ژن و اعتیاد بر اساس مطالعات حیوانی با تزریق آمفتامین داخل وریدی در دوزهای بسیار بالا انجام شده‌است. مطالعات معدودی که از دوزهای درمانی انسانی معادل (تعدیل شده با وزن) و تجویز خوراکی استفاده کرده‌اند، نشان می‌دهد که این تغییرات، در صورت وقوع، نسبتاً جزئی هستند. اثرات طولانی مدت مصرف مزمن متیل فنیدات بر مغز در حال رشد و اختلالات سلامت روان در زندگی بعدی ناشناخته است. با وجود این، بین ۰٫۵۱٪ تا ۱٫۲۳٪ از کودکان بین ۲ تا ۶ سال در ایالات متحده داروهای محرک مصرف می‌کنند. داروهای محرک برای این گروه سنی تأیید نشده‌است.
در افرادی که در طول درمان با محرک، افزایش قد و وزن غیرطبیعی را تجربه می‌کنند، در صورتی که درمان با محرک برای مدت کوتاهی قطع شود، انتظار می‌رود که بازگشت به سطوح طبیعی رخ دهد. میانگین کاهش قد نهایی بزرگسالان در درمان مستمر محرک در یک دوره ۳ ساله ۲ سانتی‌متر است. آمفتامین‌ها خطر روان پریشی را در مقایسه با متیل فنیدیت در بیماران ADHD دو برابر می‌کند.

#### اثربخشی
بررسی تحقیقات بالینی محرک، ایمنی و اثربخشی مصرف طولانی مدت آمفتامین برای ADHD را مشخص کرده‌است. An update on central nervous system stimul یک مطالعه مرورری شواهد، یافته‌های یک کارآزمایی تصادفی کنترل‌شده درمان با آمفتامین برای ADHD را در کودکان سوئدی پس از ۹ ماه‌ها مصرف آمفتامین بررسی کرد. در طول درمان، کودکان بهبودهایی در توجه، رفتارهای مخرب و بیش فعالی و یک تغییر متوسط +۴٫۵ در IQ را تجربه کردند. این تحقیق خاطرنشان کرد که جمعیت مورد مطالعه دارای نرخ بالایی از چندابتلایی مرتبط با ADHD بودند و پیشنهاد کرد که سایر آزمایش‌ها طولانی مدت آمفتامین در افراد با اختلالاتچندابتلایی مرتبط کمتر می‌تواند بهبود عملکردی بهتری داشته باشد.
یک بررسی علمی در سال ۲۰۰۸ نشان داد که استفاده از محرک‌ها رتبه‌بندی معلمان و والدین برای رفتار را بهبود می‌بخشد، با این که، پیشرفت تحصیلی حاصل نشده‌است. همین مطالعه همچنین تأخیر رشد کودکانی که به‌طور مداوم در طول سه سال دارو مصرف می‌کنند، در مقایسه با کودکان بدون دارو را نشان داد. درمان فشرده به مدت ۱۴ ماه هیچ تأثیری بر پیامدهای طولانی مدت ۸ سال بعد ندارد. هیچ تفاوت معنی داری بین داروهای مختلف از نظر اثربخشی یا عوارض جانبی یافت نشده‌است.

#### عدم پایبندی و قابل قبول بودن درمان
نرخ توقف درمان بیشتر از نرخ بیماران ADHD است که اصلاً درمانی دریافت نمی‌کنند. مطالعات کمی شواهدی را ارائه می‌دهند که تبعیت از درمان ADHD با نرخ‌های بالا و مقبولیت کم اتفاق می‌افتد. مروری بر مقالات و مطالعات تجربی از سال ۱۹۹۷ تا ۲۰۱۴ نشان داد که فقدان تحقیق در مورد عدم پایبندی بزرگسالان به درمان وجود دارد، با این حال تحقیقات زیادی در مورد کودکان و نوجوانانی که درمان را متوقف می‌کنند، موجود است. عدم نیاز به درمان یا عدم کاهش علائم ADHD، اثرات نامطلوب دارویی گزارش شده مانند کاهش وزن و اشتها، مشکلات خواب، همراه با سایر بیماری‌های تشخیص داده شده پزشکی، برخی از دلایل رایج برای توقف درمان.
تحقیقات نشان داده‌است که افزایش پایبندی به درمان و مقبولیت درمان، با گزینه‌های درمانی در دسترس و راحت مبتنی بر نیاز جامعه امکان‌پذیر است. برخی از مدارس در ایالات متحده تلاش کرده‌اند تا برای کودکان بیش‌فعال برای شرکت در کلاس‌ها، درمان مبتنی بر دارو را اجباری کنند، اما سنای ایالات متحده در سال ۲۰۰۵ لایحه‌ای را علیه این عمل تصویب کرد.

#### امکان استفاده نادرست
محرک‌های مورد استفاده برای درمان ADHD به عنوان مواد کنترل شده در جدول II در ایالات متحده طبقه‌بندی می‌شوند.
بحث و جدل در مورد اینکه آیا متیل فنیدات، که همچنین به عنوان ریتالین شناخته می‌شود، به اندازه سایر محرک‌ها مورد سوء استفاده قرار می‌گیرد یا خیر، زیرا بسیاری معتقد اند که میزان سوء مصرف آن بسیار کمتر از سایر محرک‌ها است. با این حال، اکثر مطالعاتی که نمرات بالقوه سوء مصرف آن را ارزیابی می‌کنند، مشخص کرده‌اند که پتانسیل سوء مصرف آن مشابه کوکائین و دی آمفتامین است.
کودکان با و بدون ADHD از محرک هااستفاده نادرست می‌کنند. افراد دارای ADHD در بالاترین خطر سوء استفاده یا تغییر نسخه‌های محرک خود قرار دارند. بین ۱۶ تا ۲۹ درصد از دانش‌آموزانی که داروهای محرک برای آن‌ها تجویز می‌شود، گزارش کرده‌اند که نسخه‌های خود را تغییر داده‌اند. بین ۵ تا ۹ درصد از بچه‌های دبستانی و دبیرستانی و بین ۵ تا ۳۵ درصد از دانش آموزان کالج از محرک‌های بدون تجویز استفاده کرده‌اند. اغلب انگیزه آنها تمرکز، بهبود هوشیاری، نشئه شدن یا فقط تجربه کردن است. داروهای محرک ممکن است توسط بیماران به عنوان داروهای تفریحی به فروش برسد و متیل فنیدیت (ریتالین) به عنوان یک کمک مطالعه توسط برخی از دانش آموزان بدون ADHD استفاده می‌شود.
استفاده از داروهای محرک بدون نسخه در بین دانشجویان آمریکایی زیاد است. یک مطالعه در سال ۲۰۰۳ نشان داد که استفاده بدون نسخه در سال گذشته توسط دانشجویان کالج در ایالات متحده ۴٫۱٪ بود. یک متاآنالیز در سال ۲۰۰۸ حتی میزان بالاتری از استفاده از محرک‌های بدون نسخه را نشان داد. این مطالعه نشان داد که ۵ تا ۹ درصد از دانش آموزان دبستانی و دبیرستانی و ۵ تا ۳۵ درصد از دانش آموزان کالج در سال گذشته از محرک‌های غیر تجویزی استفاده کرده‌اند.
در سال ۲۰۰۹، ۸ درصد از بازیکنان لیگ برتر بیسبال ایالات متحده مبتلا به ADHD تشخیص داده شده بودند که این اختلال را به ویژه در بین این جمعیت رایج می‌کند. این افزایش مصادف با ممنوعیت مواد محرک در لیگ در سال ۲۰۰۶ بود، که این نگرانی را ایجاد کرد که برخی از بازیکنان علائم یا تاریخچه ADHD را تقلید یا جعل می‌کردند تا ممنوعیت استفاده از مواد محرک در ورزش را دور بزنند.

### نقش و دیدگاه ساینتولوژی
در مقاله ای در لس آنجلس تایمز آمده‌است که «غوغا بر سر ریتالین تقریباً به تنهایی توسط جنبش ساینتولوژی ایجاد شد.» ریتالین یک داروی محرک رایج است. کمیسیون شهروندان حقوق بشر، یک گروه ضد روان‌پزشکی که توسط ساینتولوژیست‌ها در سال ۱۹۶۹ تشکیل شد، در دهه ۱۹۸۰ کمپین بزرگی را علیه ریتالین انجام داد و با کنگره ایالات متحده برای تحقیق در مورد ریتالین لابی کرد. نشریات ساینتولوژی ادعا کردند که "هدف واقعی کمپین" "خود حرفه روانپزشکی" است و گفتند که این کمپین "پذیرش گسترده‌ای از این واقعیت به همراه داشت که (کمیسیون) و ساینتولوژیست‌ها کسانی هستند که به طور موثر در مورد … مواد مخدر روانپزشکی (معتاد شدن توسط روانپزشکان) انجام می‌دهند."

## تضاد منافع
در سال ۲۰۰۸، پنج شرکت داروسازی هشدارهایی را از FDA در مورد تبلیغات نادرست و اسلایدهای حرفه ای نامناسب مربوط به داروهای ADHD دریافت کردند. در سپتامبر ۲۰۰۸، FDA اطلاعیه‌هایی را به Novartis Pharmaceuticals و Johnson & Johnson دربارهٔ تبلیغات Focalin XR و Concerta ارسال کرد که آن‌ها کارایی محصولات را اغراق‌آمیز نشان داده‌اند. هشدار مشابهی در رابطه با Adderall XR به Shire plc ارسال شد.
در سال ۲۰۰۸، مشخص شد که جوزف بیدرمن از هاروارد، یک متخصص ADHD که اغلب مورد ارجاع قرار می‌گیرد، به هاروارد گزارش نداده‌است که ۱٫۶ میلیون دلار از شرکت‌های دارویی بین سال‌های ۲۰۰۰ تا ۲۰۰۷ دریافت کرده‌است. E. Fuller Torrey، مدیر اجرایی مؤسسه تحقیقات پزشکی استانلی که مطالعات روان‌پزشکی را تأمین مالی می‌کند، گفت: «در زمینه روان‌پزشکی به ویژه کودکان، ما بسیار کمتر از آنچه باید می‌دانیم، و به شدت به تحقیقاتی نیاز داریم که تحت تأثیر پول صنعت نباشد. "
در سال ۲۰۱۴، کیت کانرز، یکی از مدافعان اولیه تشخیص این اختلال، در مقاله ای در نیویورک تایمز علیه تشخیص افراطی صحبت کرد. در مقابل، یک بررسی متون پزشکی در سال ۲۰۱۴ نشان داد که ADHD در بزرگسالان کمتر تشخیص (کم تشخیصی) داده شده‌است.

## برچسب زدن
راسل بارکلی معتقد است برچسب زدن یک شمشیر دو لبه است. تله گذاری‌های زیادی برای برچسب زدن وجود دارد اما با استفاده از یک برچسب دقیق می‌توان به خدمات دسترسی پیدا کرد. او همچنین معتقد است که برچسب‌گذاری می‌تواند به فرد کمک کند تا با استفاده از دانش مبتنی بر شواهد بهترین روش مقابله با تشخیص‌ها را درک کند و آگاهانه تصمیم بگیرد. مطالعات همچنین نشان می‌دهد که آموزش خواهر و برادر و والدین حداقل تأثیر کوتاه مدتی بر نتیجه درمان دارد. بارکلی در مورد حقوق ADHD چنین می‌گوید: «... به دلیل قوانین مختلفی که برای حمایت از آنها به تصویب رسیده‌است. قوانین آموزشی ویژه ای با قانون آمریکایی‌های دارای معلولیت وجود دارد، به عنوان مثال، ADHD به عنوان واجد شرایط ذکر شده‌است. اگر برچسب را تغییر دهید، و دوباره به آن به عنوان تغییراتی در خلق و خوی عادی اشاره کنید، این افراد دسترسی به این خدمات را از دست خواهند داد، و این محافظت‌های سخت به دست آمده را که مانع از تبعیض آنها می‌شود، از دست خواهند داد.» روان‌پزشک هاروی پارکر، که CHADD را تأسیس کرد، می‌گوید: "ما باید این واقعیت را جشن بگیریم که مدارس در سراسر کشور شروع به درک و شناخت کودکان مبتلا به ADHD کرده‌اند و راه‌هایی برای درمان آنها پیدا می‌کنند. ما باید این واقعیت را جشن بگیریم که عموم مردم به بچه‌های ADHD به‌عنوان بچه‌های «بد» نگاه نمی‌کنند، بلکه به‌عنوان بچه‌هایی که مشکلی دارند که می‌توانند بر آن غلبه کنند.» با این حال، کودکان ممکن است در مدرسه توسط همسالان خود به دلیل استفاده از داروهای روان‌پزشکی از جمله داروهای ADHD مورد تمسخر قرار گیرند.

## سیاست و رسانه

### آمریکای شمالی
در سال ۱۹۹۸، مؤسسه ملی بهداشت ایالات متحده (NIH) بیانیه جامعی دربارهٔ تشخیص و درمان ADHD منتشر کرد. این بیانیه، در حالی که می‌پذیرد که درمان با محرک بحث‌برانگیز است، از اعتبار تشخیص ADHD و اثربخشی درمان محرک پشتیبانی می‌کند. تنها در فقدان داده‌های کافی در مورد استفاده طولانی مدت از داروها و نیاز به تحقیقات بیشتر در بسیاری از زمینه‌ها اختلاف نظر وجود دارد.
اعتبار کار بسیاری از کارشناسان ADHD (از جمله بیدرمن) در کتاب، «شرکت‌های دارویی و پزشکان: داستانی از فساد» توسط مارسیا آنجل، سردبیر سابق مجله پزشکی نیوانگلند، زیر سؤال رفته‌است،

### اروپا
مؤسسه ملی بهداشت و مراقبت‌های عالی (NICE) به این نتیجه رسید که اگرچه به رسمیت شناختن مجموعه مقالات دانشگاهی که بحث‌ها و انتقاداتی را پیرامون ADHD به منظور توسعه دستورالعمل‌های بالینی مطرح می‌کند، مهم است، اما امکان ارائه روش‌های جایگزین برای ارزیابی (یعنی ICD 10 و DSM IV) یا توصیه‌های درمانی وجود ندارد. NICE اظهار داشت که این به این دلیل است که مداخلات درمانی فعلی و روش‌های تشخیص ADHD بر اساس دیدگاه غالب مقالات آکادمیک است. : 133 NICE همچنین نتیجه گرفت که علیرغم چنین انتقاداتی، ADHD یک وضعیت بالینی معتبر، : 138 با عوامل ژنتیکی، محیطی، عصبی زیستی و جمعیت شناختی است. : 139 این تشخیص از حمایت پزشکان و جامعه پزشکی برخوردار است.
بارونس سوزان گرینفیلد خواستار یک تحقیق گسترده در مجلس اعیان بریتانیا در مورد افزایش چشمگیر تشخیص ADHD در بریتانیا و علل احتمالی آن بود. این به دنبال یک برنامه پانورامای بی‌بی‌سی بود که تحقیقات را تحریف کرد تا نشان دهد داروها در دراز مدت مؤثر نیستند. در سال ۲۰۱۰، بی‌بی‌سی تراست از برنامه پانوراما ۲۰۰۷ به دلیل چگونگی خلاصه کردن تحقیقات انتقاد کرد، زیرا همان تحقیق نشان داده بود که پیشرفت قابل توجهی در طول زمان ایجاد شده‌است.
سایر افراد برجسته در بریتانیا اظهارات بحث‌برانگیزی در مورد ADHD بیان کرده‌اند. ترنس کیلی، بیوشیمیدان بالینی و معاون دانشگاه باکینگهام، معتقد است که از داروهای ADHD برای کنترل رفتارهای سرکش پسران و دختران استفاده می‌شود.
رسانه ملی نروژ (NRK) در اوایل سال ۲۰۰۵ یک مجموعه تلویزیونی کوتاه در مورد افزایش استفاده از ریتالین و کنسرتا برای کودکان پخش کرد. فروش در سال ۲۰۰۴ شش برابر بیشتر از سال ۲۰۰۲ بود. این مجموعه شامل اعلام یک برنامه گروه درمانی موفق برای ۱۲۷ کودک چهار تا هشت ساله بدون تجویز دارو بود، که برخی مبتلا به ADHD و برخی با اختلال نافرمانی مقابله ای مواجه بودند.

## برای مطالعهٔ بیشتر
- Joseph, Jay (December 2000). "Not in Their Genes: A Critical View of the Genetics of Attention-Deficit Hyperactivity Disorder". Developmental Review. 20 (4): 539–567. doi:10.1006/drev.2000.0511.